# Étienne Taillemite
Étienne Taillemite (Poitiers, 18 aprile 1924 – Allogny, 24 agosto 2011) è stato uno storico e archivista francese.

## Biografia
Già allievo dell'École nationale des chartes dove conseguì il diploma di archivista paleografo nel 1948 con una tesi intitolata La vie économique et sociale à Bourges de 1450 à 1560, fu dapprima nominato archivista presso il Ministero della Francia d'oltremare, poi direttore degli archivi dipartimentali dello Cher. Prima del 1967 è diventato curatore (in seguito curatore capo) presso gli archivi nazionali. È stato ispettore generale degli archivi di Francia dal 1981 al 1985.
Ha dedicato la maggior parte della sua carriera di storico alla storia marittima.
Dal 1977 è membro del Comité des travaux historiques et scientifiques (membro di storia moderna e contemporanea). Ex presidente della Commissione francese per la storia marittima, nel 1986 divenne presidente dell'Académie de marine.
È anche membro della Société de l'histoire de France (SHF) di cui è stato membro del consiglio di amministrazione fino al 2010, e della Société des sciences naturelles et archéologiques de la Creuse.
Fu su richiesta di Jean Favier che si dedicò a scrivere una notevole biografia del Marchese de La Fayette.
È sepolto ad Allogny.

## Pubblicazioni
- 1962 : Dictionnaire illustré de la marine, Parigi, Seghers
- 1964-1966 : Inventaire des Archives de la Marine. Sous-série B7, 4 vol., Parigi, Archives nationales
- 1970 : Colbert
- 1970 : Bougainville à Tahiti
- 1977 : Bougainville et ses compagnons autour du monde, 2 vol., Parigi, Imprimerie nationale, première édition (Grand prix Gobert de l'Académie française 1978, Grand Prix de l'Académie de Marine)
- 1980 : Les Archives de la Marine conservées aux Archives nationales
- 1982 : Le Grand livre du Pacifique
- 1982 : L'Importance de l'exploration maritime au siècle des Lumières
- 1987 : Sur des mers inconnues : Bougainville, Cook, Lapérouse, coll. « Découvertes Gallimard / Histoire » (no 21), Parigi: Éditions Gallimard (nuova edizione nel 2004, sotto il titolo Les découvreurs du Pacifique : Bougainville, Cook, Lapérouse)
- 1988 : L'Histoire ignorée de la Marine française, Perrin (Prix Paul-Michel Perret de l'Académie des sciences morales et politiques 1988)
- 1988 : Les Débuts de la période révolutionnaire dans la Creuse
- 1989 : La Fayette, Fayard, biographie du marquis de La Fayette (Prix du Comité France-Amérique)
- 1990 : Jean-François de Galaup de Lapérouse (1741-1788)
- 1990 : Louis-Antoine de Bougainville (1729-1811)
- 1990 : Dictionnaire des marins français, édition 2002, Tallandier
- 1991 : Tourville et Béveziers, Economica
- 1994 : Mémoires du baron Tupinier, directeur des ports et arsenaux
- 1997 : La percée de l'Europe sur les océans vers 1690-vers 1790 - Actes du colloque du Comité de documentation historique de la marin - tenu avec Denis Lieppe (PU Paris-Sorbonne)
- 1999 : Marins français à la découverte du monde, de Jacques Cartier à Dumont d'Urville, Fayard (Prix Louis-Castex de l'Académie française 2000)
- 2000 : La vie et les travaux du chevalier Jean-Charles de Borda (1733-1799)
- 2000 : Introduzione di Mémoires d'un marin granvillais, Georges-René Pléville Le Pelley (1726-1805) ; ed. annot. da Michèle Chartrain, Monique Le Pelley Fonteny, Gilles Désiré dit Gosset
- 2001 : Revue d'histoire maritime N° 2-3 (PU Paris-Sorbonne), opera collettiva redatta con Denis Lieppe
- 2002 : Louis XVI ou le navigateur immobile, Payot
- 2003 : Histoire ignorée de la Marine française, Perrin
- 2006 : Bougainville et ses compagnons autour du monde, riedizione del giornale di viaggio di Louis-Antoine de Bougainville (1766-1769) e dei suoi compagni, presso l'Imprimerie nationale, Gallimard, seconda edizione
- 2008 : Les hommes qui ont fait la marine française, Perrin
- 2011 : Bougainville, Perrin - pubblicazione postuma
- 2012 : Dictionnaire des ministres de la Marine, SPM coll. « Kronos » (prefazione)